# 大石もえ
大石 もえ（おおいし もえ、1985年12月11日 - ）は、日本のAV女優、元ストリッパー。
かつてAVプロダクションのタイアップに所属していた。

## 略歴 ・ 特徴
北海道出身。2005年にAVデビュー。

## 作品
2005年
- 170cmTWINTOWERデビュー記念イベント! 足コキコキフェスティバル（9月8日、SODクリエイト）共演:ももな
- 超身痴女子校生 大石もえ 173.1（12月1日、ワンズファクトリー）

2006年
- おはズボッ!パンツ脱いでないのに… あ～もう脇から入ってるぅ～!!（3月11日、アテナ映像）他出演:片那瞳、雨宮せつな、浅川アンナ、持田つぐみ、渡辺桃香
- 全身性感帯（5月13日、オーロラプロジェクト）
- 張れ日本代表!AV WORLD CUP（6月1日、アイデアポケット）共演:星月まゆら、桃咲あい（江藤ひな）、青山ちえり、夏目りょう、リオ、かわいかのん、華純、Aoi.
- 屋形船だよ!ピンク・コンパニオン（6月8日、V&Rプロダクツ）共演:片桐美緒、倖田李梨、あまみやゆう、天海遥
- 美脚×ローライズ短パン×露出デート（6月13日、マルクス兄弟）
- スポヒロ2 SportsHeroine（6月20日、イマージュ）他出演:相沢百合香
- 巨乳強姦 無理やり犯された8人の巨乳（7月10日、隼エージェンシー）他7名出演
- 男子○学生 スイミングスクールに体験入学&病院へお見舞いにやってきた坊ちゃん少年たち!の巻（7月20日、SODクリエイト）共演:葉山リコ、姫乃りお
- 手コキクリニックスペシャル ～泌尿器科の女医編～（7月20日、SODクリエイト）共演:瀬名涼子、沢井真帆、早瀬京香、一ノ瀬瑠璃香、野村由愛
- 理想の病院紹介します!パート3（8月4日、V&Rプロダクツ）共演:姫野愛、高嶋みく、藤沢理名、安藤美緒
- バイブの虜 21（8月10日、プールクラブ）他出演:清原りょう、雨宮せつな、斉藤めぐみ
- 巨乳中出し240 XI（8月10日、隼エージェンシー）他出演:小春、美咲沙耶、麻生岬、南野優、安奈久美、つゆの優、天咲めい
- オナニスト 第14章（8月10日、隼エージェンシー）他多数出演
- 愛奴生肉人形（8月15日、アヴァ）
- 中出しバラエティー“中出しの神様” 2 完全版（8月18日、おかず。（ケイ・エム・プロデュース））他出演:速水怜、楓（YOKO）、柚月ひかる
- 美少女達の精飲と乱交（8月19日、エムズビデオグループ）共演:栗山ゆい
- 近親強姦 V 私、お父さんに無理やり犯されました（9月10日、隼エージェンシー）他出演:朝比奈ハル、あいら、深見ひなこ、葵あげは、森野まりな、遊姫、陽多まり
- 愛しのフェラチーオ4　17人のザーメン中毒（9月10日、隼エージェンシー）他16名出演
- おレズのキャバ道 2（9月21日、ディープス）共演:上村愛、大塚咲
- S級 素人ギャル千人斬り! vol.8（レンタル）（9月22日、うまなみ。（ケイ・エム・プロデュース））他出演:坂上友香、藤原ミカ、あだちももこ、今井みすず、蒼井マキ、柏木はる
- うまなみ。プレゼンツ21 S級素人千人斬り4時間 4（セル）（9月22日、おかず。（ケイ・エム・プロデュース））他出演:江口美貴、坂口のあ、マリン、リオナ、五十嵐美穂、山口まゆ、松野しほ
- 制服トランス（10月1日、ワンズファクトリー）
- 素人ギャルをナンパして潮吹かせちゃいました!2（レンタル）（10月27日、うまなみ。（ケイ・エム・プロデュース））他出演:紅音ほたる、今井みすず、上村愛、藤原ミカ、藤咲うらら、柏木はる
- うまなみプレゼンツ 24 素人ギャルをナンパして潮吹かせちゃいました!4時間（セル）（10月27日、おかず。（ケイ・エム・プロデュース））他出演:マリン、藤沢ひな、松野しほ、椎名愛美、坂口のあ、池野朋、斉藤亜樹、紅音ほたる、今井みすず、上村愛、藤原ミカ、藤咲うらら、柏木はる
- ERO-（e）生中出し（11月2日、TMA）他出演:さとう和香、瀬咲るな、咲月めい
- モデルin…（11月5日、ドリームチケット）
- こだわりの手コキ 4時間SP 2 40人のハンドメイド（11月11日、隼エージェンシー）他39名出演
- 美乳マゾ失禁イキ狂い（11月25日、アヴァ）
- Wシャワー 女のザーメン（11月25日、しのだプロジェクト）共演:紅音ほたる
- いじめられ娘。（12月7日、SODクリエイト）
- 愛しのフェラチーオ5 17人のザーメン中毒（12月10日、隼エージェンシー）他16名出演
- 鬼イカセ（12月22日、レアル・ワークス）
- ERO-（e）生中出し（12月22日、TMA）共演:咲月ゆり、矢藤あき、HASUMI

2007年
- フェラコレ2007冬SP（1月13日、隼エージェンシー）他多数出演
- エロGAL×2（1月16日、マキシング）他出演:春名えみ
- 女を閉じ込めて一日中イカセまくりました（1月19日、レアル・ワークス）
- 監禁中出し（1月19日、BRAVO）他出演:椎名りく、若葉かおり、葉山リカ、北沢亜美
- RQバコバコ大乱交（1月25日、しのだプロジェクト）共演:飯島夏希、大槻みなみ、坂下李々花
- LOVE GANG!3（2月1日、グローリークエスト）
- HIGH SCHOOL FUCK（2月1日、アイデアポケット）他出演:吉乃ひとみ、海野なつ、彩乃零
- 巨乳LOVE5 1440cm!総勢16人の巨乳ギャル（2月10日、隼エージェンシー）他出演:楓はるか、福原ミイナ、風間ゆみ、持田茜、杉浦まな、若葉かおり、佐藤るり、SARINA、北沢亜美、百瀬まひる、瀬咲るな、春名えみ、愛葉悠、花紀りろ、Rico
- こだわりの手コキ 4時間SP 3 40人のハンドメイド（2月10日、隼エージェンシー）他多数出演
- もしもアナタが…こ～んな巨乳OLだらけなオフィスの社員だったら?（2月13日、カルマ）共演:麻生岬、Rico、天咲めい、RIRICO、宮崎香穂、西野ひなた、早坂めぐ
- 競泳水着アイランド in GUAM（2月16日、GLAY'z）他出演:矢藤あき、咲月ゆり、HASUMI
- 女性専用車両にボクひとり 完全版（2月23日、メディアステーション）共演:山城美姫、瞳れん 他
- 私立IP女学院2（3月1日、アイデアポケット）共演:辻あずき、姫川りな、三津なつみ、島田香奈、松野ゆい、鈴木ありさ、熊川まき、瀬咲るな、星優乃、堤恵利那、海野なつ 他4人
- Egoist（3月5日、ワープエンタテインメント）
- 3時間で100発抜けるのか!?（3月8日、SODクリエイト）共演:仲村もも
- オナニスト 第16章（3月10日、隼エージェンシー）他多数出演
- 大石もえとキモ男のベロベロちゅうちゅう（3月13日、グローリークエスト）
- 超[チョ～]お宝 Vol.04（3月15日、ワープエンタテインメント）他出演:楓（YOKO）、マリン、風間ゆみ、南原香織、nao.、折原まみ、持田茜
- これが限界ギリギリ露出街中潮吹き アクメ自転車がイクッ!!（3月22日、SODクリエイト）他出演:元木ひなよ
- ド変態 過激大乱交 2（4月19日、SODクリエイト）共演:三津なつみ、さとう和香、村上里沙
- 立花里子・大石もえ 身長170cm以上の女スパイ姉妹が捕まってあんなことも!こんなことも! 完全版（4月20日、おかず。（ケイ・エム・プロデュース））共演:立花里子
- 禁断のルームシェア（4月27日、アウダースジャパン）共演:早乙女みなき、福沢あや、瀬崎るな
- DOKIレズ10（4月27日、アウダースジャパン）共演:早乙女みなき、福沢あや、瀬崎るな
- 奥さんになってあげる♥ハーレム4時間SP -ドスケベお姉さんに一日中イカサレまくりました-（5月3日、レアル・ワークス）共演:乃亜、麻生岬、@YOU、春名えみ、並木橋美女劇団　※AV OPEN 2007エントリー作品
- 超高級美少女レズ・ソープ嬢 羽田夕夏（5月17日、ディープス）共演:羽田夕夏、姫宮ラム、島田香奈
- アナル破壊 7（5月17日、ナチュラルハイ）
- 続・青い体験（5月18日、メディアアーツ）共演:天霧真世
- ダブルエクスタシー（5月18日、メディアアーツ）共演:Rico
- 強制フェラ・中出し・アクメ捕虜収容所（5月19日、ドグマ）共演:麻生岬、天咲めい
- FELLATIO FESTIVAL 5（6月1日、アイデアポケット）他多数出演
- アナルアクメ耐久Fuck 250回イッちゃいました（6月13日、プレステージ）
- 姉たちに犯される!2（6月19日、ドグマ）共演:山城美姫、星優乃
- 【人気AV女優が出会いサイトで素人くんをゲット!オモチャにしちゃうゾ…】長身美女の公開羞恥イキまくり!!（6月25日、P☆MAX）
- 癒らし。VOL35（7月5日、アウダースジャパン）
- 電マ激イキFUCKERS Vol.1（7月16日、マキシング）他出演:ほしのみゆ、一色あずさ、夏芽涼
- 女優魂（7月19日、SODクリエイト）他出演:春うらら、結城リナ、YOKO、高島みく、AYA（福永あや）
- 生中出しオネギャル4時間 2（7月20日、メディアステーション）他出演:野々宮りん、北村エリカ、一条楓、茅ヶ崎ありす、瀬谷エミリ、相原るる、田波優花、松橋ルカ、篠田亜季
- ギャルコレ! Neo 4時間（7月20日、おかず。（ケイ・エム・プロデュース））他出演:河合あみん、杉本いく、山本瞳子、松野しほ、松岡理穂、水沢ダイア、野々宮りん、松島やや、宮沢愛菜
- 特選!! S級素人ギャルコレクション 4時間 3（7月27日、メディアステーション）他出演:鮎川なお、椎名りく、茅ヶ崎ありす、一条楓、瀬谷エミリ、松橋ルカ、篠田亜季、姫川りな、浜崎りお
- でれでれアクメ女（8月13日、アロマ企画）
- デカくてエロい女執事を侍らす優雅な性活（8月13日、アロマ企画）共演:安藤じゅりあ
- NB・NSフィットネス（9月13日、アロマ企画）
- 男殺油地獄（9月18日、レアル・ワークス）共演:星優乃、七瀬たまき
- 輪姦生中出し20連発（10月1日、ワンズファクトリー）
- 鬼達磨（10月4日、アイエナジー）
- 禁断のプレイルーム（10月5日、アウダースジャパン）共演:沢井真帆、真鍋あや、泉まりん
- DOKIレズ 15（10月5日、アウダースジャパン）共演:沢井真帆、真鍋あや、泉まりん
- 鬼イカセ 大石もえ 2（10月20日、レアル・ワークス）
- 日本一うれっ娘の在籍するAVプロダクションの温泉社員旅行はやっぱりエロかった!?（11月22日、SODクリエイト）…共演:持田茜、姫川りな、清原りょう、伊藤あずさ
- 全裸BOOT CAMP（11月30日、TMA）共演:麻生岬、姫野愛、伊藤あずさ、黒沢英里奈（喜田嶋りお）、澄川ロア
- 非日常的パンスト遊戯 第一章（12月1日、AVS）共演:佐伯奈々　※AVグランプリ2008 マニアステージ エントリー作品
- チンチンが3cm大きくなるDVD 気持ちいいオナニーで大きくなれる（秘）トレーニング指南（12月1日、SODクリエイト）共演:かすみ果穂、櫻井ゆうこ、長澤リカ、鈴木杏里　※AVグランプリ2008 グランプリステージ エントリー作品
- マジックミラー号 逆ナンパin湘南 170cm以上の極上ボディSPECIAL!（12月1日、ディープス）共演:三浦亜沙妃、山城美姫、澄川ロア ※AVグランプリ2008 グランプリステージ エントリー作品
- ECSTASY 大石もえ 騙して街中で一日中イカサレました（12月17日、レアル・ワークス）
- 現役トップアスリート最強女王決定戦!!（12月20日、SODクリエイト）共演:佐伯奈々、蜜井とわ、高瀬みどり、上野さくら 他トップアスリート計12名

2008年
- 非日常的悶絶遊戯 第七十三章 新任体育女教師、もえの場合（1月13日、AVS）
- 職妻 2.0 職業を持つ人妻たち 大石もえ（27）編 ～古流柔術師範代～（1月16日、マキシング）
- 2008新春スペシャル企画 極・四十八手秘技伝授 スーパーマジックミラー号 IN 表参道 カップル逆ナンパ（1月17日、SODクリエイト）共演:京野明日香、妃乃ひかり、滝沢優奈
- 現役トップアスリート 肉体情報完全名鑑（1月17日、SODクリエイト）共演:佐伯奈々、蜜井とわ、堀口奈津美、高瀬みどり、川愛加奈 他
- Fetish Lesbian（1月22日、ドリームクリエイト）共演:あげは
- スーパーマジックミラー号 カップル逆ナンパ 彼女の初めての浮気編（1月17日、SODクリエイト）共演:滝沢優奈、京野明日香、妃乃ひかり
- Mスペシャル 痴女オールスター2008（2月18日、レアル・ワークス）共演:乃亜、立花里子、三浦亜沙妃、麻生岬、@YOU
- レアル3周年記念作品 鬼イカセスペシャル 一泊二日のイカセ合宿（4月18日、レアル・ワークス）共演:堀口奈津美、持田茜、春名えみ
- スーパー美脚のもえちゃんはノーパンパンストのキャンペーンギャル（4月19日、AVS）
- CHIJYOTemplate:＠MO.ANAL.CAM Vol.03（4月20日、麒麟堂）共演:あげは
- 巨乳女教師狩り（5月30日、クリスタル映像）他出演:我那覇レイ、三咲まお、石原あすか、山口玲子、黒田さな、神崎麗子、押切あやの、山咲愛、宝生真奈美
- 大石もえレズナンパ ～新宿ギャルにファッションチェック ○▼☆▲※◎★…?ハメました!～（7月2日、チーム川崎）
- 大石もえレズナンパ 2 ～都内某所でキャバ嬢ナンパ!おねぇさんが接客方法教えてア・ゲ・ル（ハート）～（8月1日、チーム川崎）
- 見たこともない体位で絡み合う!超絶軟体BODY!!（8月21日、LADY×LADY）共演:横山翔子、横須賀ねね、生田沙織
- 大石もえレズナンパ 3 ～寸止め!?連続絶頂!?エロ好きセレブ妻編～（9月3日、チーム川崎）
- 佐藤江梨花×大石もえ ビーチバレーアスリート W Fカップ レズビアン（9月18日、LADY×LADY）共演:佐藤江梨花
- 愛のあるSEXシリーズ BAZOOKA 騎乗位 full spec～上に乗るの大好き～（9月26日、メディアステーション）他多数出演
- 男を狂わすいい女 淫獣 Vol.2（10月25日、FAプロ・プラチナ）
- AD太の撮影日誌 これがマジでリアルなAV現場だ!（12月16日、マキシング）他多数出演
- 愛のあるSEXシリーズBAZOOKA 背面位 full spec 4時間（12月19日、メディアステーション）他多数出演

2010年
- 「頼むからイカせて下さい!」 絶頂まであと1歩、寸止めされた女は本気汁タレ流し!!（2月18日、SODクリエイト）他出演:菜菜美ねい、稲見亜矢

他多数出演